# تومی ادیه‌می
تومی اِدیه‌می (انگلیسی: Tomi Adeyemi؛ زادهٔ ۱ اوت ۱۹۹۳) نویسنده اهل ایالات متحده آمریکا است. او بیشتر به خاطر رمان فرزندان خون و استخوان شناخته می‌شود که اولین کتاب از سه‌گانهٔ میراث اوریشا است و توسط انتشارات هنری هولت برای خوانندگان نوجوان منتشر شده است. این کتاب در جایگاه نخست فهرست کتاب‌های پرفروش نیویورک تایمز قرار گرفت و جوایزی همچون جایزه آندره نورتون برای بهترین کتاب علمی، تخیلی و فانتزی برای جوانان در سال ۲۰۱۸، جایزه کتاب واترستونز در سال ۲۰۱۹ و جایزه هوگو لوداستار برای بهترین کتاب نوجوانان در سال ۲۰۱۹ را از آن خود کرد. در سال ۲۰۱۹، او به فهرست ۳۰ شخص زیر ۳۰ سال فوربز راه یافت و در سال ۲۰۲۰ نیز در فهرست ۱۰۰ نفر از تاثیرگذارترین افراد توسط تایم در دسته «پیشگامان» قرار گرفت. در سال ۲۰۲۲، پارامونت پیکچرز در حال ساخت فیلم سینمایی فرزندان خون و استخوان بود و جینا پرینس-بایدوود به عنوان کارگردان آن انتخاب شده بود.